# Рогачёвка (Амурская область)
Рогачёвка — село в Свободненском районе Амурской области России. Входит в состав Новоивановского сельсовета.

## География
Село Рогачёвка стоит в среднем течении реки Голубая (правый приток реки Зея), на расстоянии 30 км к юго-западу от города Свободный, административного центра района.
От районного центра дорога к селу Рогачёвка идёт мимо административного центра Новоивановского сельсовета села Новоивановка, расстояние — около 24 км.

## История
Село основано в 1898 году белорусами-переселенцами из Рогачевского уезда Могилевской губернии и названо в честь города Рогачев.

## Население
| 2002 | 2010 | 2012 | 2013 | 2014 | 2015 | 2016 |
| ---- | ---- | ---- | ---- | ---- | ---- | ---- |
| 342  | ↗343 | ↗352 | ↗353 | ↗358 | ↘353 | ↘342 |
| 2017 | 2018 |      |      |      |      |      |
| ↘335 | ↘332 |      |      |      |      |      |

## Улицы
| - ул. Заречная, - ул. Зелёная, | - ул. Лесная, - ул. Центральная. |

## Образование
Функционирует средняя школа по программе 9 классов образования.